# ناحیه اولیوکمینسک
ناحیه اولیوکمینسک (به لاتین: Olyokminsky District) یک منطقهٔ مسکونی در روسیه است که در یاقوتستان واقع شده‌است.